# Tram van Maagdenburg
De tram van Maagdenburg vormt de ruggengraat van het openbaar vervoer in de Duitse stad Maagdenburg. Het normaalsporige net met een lengte van 64,1 kilometer wordt door Magdeburger Verkehrsbetriebe (MVB) geëxploiteerd.

## Geschiedenis
Vervoer ging in 1877 met paardentrams van start, in 1886 aangevuld met stoomtrams; de eerste elektrische trams reden in 1899. Vanaf 1994 werd een deel van het materieelpark met lagevloertrams vernieuwd, wat tot dan toe uit trams met een hoge vloer bestond.

## Netwerk
Het totale netwerk bestaat uit (in 2023) 9 tramlijnen, te weten 1–6, 9, 10 en 13. Van deze lijnen rijden lijn 3 en 13 alleen doordeweeks. Daarnaast zijn er de scholierenlijn 8, versterkingslijn 15 en de museumtramlijnen 77 en 99.

## Materieel
In Maagdenburg is het gebruikelijk om voor elk nieuw lagevloer-tramtype de naam van de fabrikant te gebruiken. Het overzicht is van 2023.

### Huidig
- T6/B6 Vanaf 2011 kwamen er uit Berlijn T6-motor en B6-bijwgans van Tatra overgenomen. Er zijn 11 bijwagens beschikbaar die achter lagevloertrams rijden plus twee treinen van ieder twee motorwagens en een bijwagen.
- KT4DM In 2020 kwamen er uit Berlijn acht stuks KT4DM van Tatra overgenomen, wegens een materieeltekort.
- NGT8D Tussen 1994 en 2002 werden van een serie opvolgende fabrikanten (waaronder LHB) 72 driedelige achtassige lagevloertrams geleverd. In 2012 werden nog 11 exemplaren met vernieuwde fronten geleverd. Ze zijn nog allemaal in dienst.

### Toekomstig
- NGT10D Vanaf eind 2023 worden van Alstom 35 vierdelige tienassige lagevloertrams op basis van de Flexity Classic geleverd.[1]